# Georges Périnal
Georges Périnal (Paris, 1897 — Londres, 23 de abril de 1965) é um diretor de fotografia francês. Venceu o Oscar de melhor fotografia na edição de 1941 por The Thief of Bagdad.